# Victor Carlund
Victor Carlund (1906. február 5. – 1985. február 22.) svéd válogatott labdarúgó.
A svéd válogatott tagjaként részt vett az 1934-es világbajnokságon és az 1936. évi nyári olimpiai játékokon.